# 日本大学松戸歯学部付属病院
日本大学松戸歯学部付属病院（にほんだいがくまつどしがくぶふぞくびょういん）は、千葉県松戸市にある医療機関。日本大学松戸歯学部の附属病院である。略称は日大松戸歯科病院。

## 概要
歯科、歯科口腔外科、小児歯科、矯正歯科、内科、心臓血管外科、脳神経外科、耳鼻咽喉科、頭頸部外科を設置している。
2006年4月に新しく病院棟が開院した。首から上のすべての疾患、外傷を専門に治療する病院。舌癌などの口腔内癌に対しては、血管内治療（超選択的動注療法）、放射線療法（ガンマナイフ、サイバーナイフ、トモセラピー、IMRTなど、提携病院にて施行）を主体とし、必要があれば外科的治療を組み合わせる低侵襲的治療を行っている。各分野に専門医・指導医（下記参照）を擁し、セカンド・オピニオンにも対応している。
「口・顔・頭の痛み外来」責任者：小見山道）、「摂食・嚥下リハビリテーション外来」（責任者:野本たかと）、「脳ドック」（責任者:金田隆）、「歯科ドック」（責任者：福本雅彦）、「オーラルリフレッシュ外来（責任者:内山洋一）、「いびき外来」（責任者：鈴木浩司）がある。首から上の疾患、外傷をすべて一つの施設で診断し加療する。　オプションとして「心臓ドック／カテーテル検査をせずに心臓の冠状動脈の狭窄のチェックが可能。」がある。
設備：1.5テスラ　MRI（フィリップス）、64列MDCT（東芝）、フラットパネル式血管撮影装置（フィリップス）、コンビームCT、エコー（アロカ、東芝）、画像処置装置（ザイオ）、完全電子カルテシステムおよびPACS（富士通）、顕微鏡（ライカ、ツアイツ、メーラー等）、臨床神経電気生理学的診断装置、血圧脈波検査装置（PWV/ABI）、内視鏡、レーザー治療器、NIRS、Cーarm型DSA装置（フィリップス）、Hot pack, Painvision,
専門医：日本口腔外科学会専門医、歯周病専門医、歯科麻酔専門医、日本歯科放射線学会専門医、日本顕微鏡歯科学会認定指導医・認定医、日本脳神経外科学会専門医、日本脳神経血管内治療学会専門医、日本救急医学会専門医、日本脳卒中学会専門医、日本脊髄外科専門医、日本耳鼻咽喉科専門医、日本循環器学会専門医、日本頭痛学会専門医・指導医、ACLS・BLSインストラクター、PNLSディレクター、身体障害者申請認定医（肢体不自由、嚥下・咀嚼機能障害）などが治療を担当する。

## 所在地・交通
- 所在地　千葉県松戸市栄町西2-870-1
- 交通
  - JR常磐線、京成松戸線松戸駅より京成バス・[松81][松82][松73] 日大歯科病院行・終点、[松73] 南流山駅南口/江戸川台駅行・「日大歯科病院」下車
  - 首都圏新都市鉄道つくばエクスプレス線南流山駅より京成バス・[松71][松74]松戸駅行・「日大病院入口」、[松73]松戸駅行き・「日大歯科病院」下車
- 無料駐車場（約300台）※2022年ころより、民間駐車場業者に管理委託したため、一定時間以上の駐車は有料となる。

## 沿革
- 1971年 日本大学松戸歯科大学開設、付属歯科病院開設
- 2006年 新病院棟竣工、日本大学松戸歯学部付属病院（松戸歯学部付属病院顎脳機能センターを併設）と改称